# A Hot Night in Paris
A Hot Night in Paris é o primeiro e único álbum lançado por The Phil Collins Big Band em 1999. O álbum contém canções instrumentais interpretadas pela big band de Collins, principalmente músicas de seu antigo grupo, Genesis, com Collins na bateria. 
| Críticas profissionais                                                      | Críticas profissionais |
| Avaliações da crítica                                                       | Avaliações da crítica  |
| Fonte                                                                       | Avaliação              |
| --------------------------------------------------------------------------- | ---------------------- |
| Allmusic                                                                    | [ 2 ]                  |
| Esta tabela precisa de ser acompanhada por texto em prosa. Consulte o guia. |                        |

## Faixas
1. "Sussudio"
2. "That's All"
3. "Invisible Touch"
4. "Hold on My Heart"
5. "Chips & Salsa"
6. "I Don't Care Anymore"
7. "Milestones"
8. "Against All Odds (Take a Look at Me Now)"
9. "Pick Up the Pieces"
10. "The Los Endos Suite"

## Desempenho nas paradas

### Álbum
| Paradas (1999)      | Melhor posição. |
| ------------------- | --------------- |
| Top Internet Albums | 15              |

| Paradas (1999)  | Melhor posição |
| --------------- | -------------- |
| Top Jazz Albums | 3              |